# Cesco Baseggio
Pour les articles homonymes, voir Baseggio.
Cesco Baseggio, né Francesco Baseggio le 13 avril 1897 à Trévise (Vénétie) et mort le 22 janvier 1971 à Catane (Sicile), est un acteur italien.

## Biographie
Né à Trévise d'Arturo, violoniste, et d'Irma Fidora, soprano d'opéra, il passe sa jeunesse à Venise, lieu d'origine de sa famille. Il étudie le violon selon la volonté de son père et entre dans le monde du théâtre presque par hasard : en effet, il rencontre Gianfranco Giachetti en 1913, alors qu'il prépare La locandiera de Goldoni et il est invité par ce dernier à la représentation ; plus par curiosité, Baseggio répète une partie de la pièce, mais il est tellement fasciné par celle-ci qu'il décide d'abandonner le violon et ses études pour se consacrer entièrement à la comédie.
Trois ans plus tard, il prend les armes pour la Première Guerre mondiale et se fait connaître en mettant en scène le « teatro del soldato » en Albanie. À son retour de la guerre, il traduit Le Malade imaginaire de Molière du français en dialecte vénitien.
En 1920, il reçoit une invitation de Gianfranco Giachetti à rejoindre la troupe Ars Veneta en tant qu'acteur de genre et acteur burlesque. Il se perfectionne dans cet art en fondant sa propre troupe de théâtre six ans plus tard, en 1926. Il assume alors le rôle de dramaturge et, à partir de ce moment (à l'exception d'une période de trois ans passée à la Compagnia del teatro di Venezia, dirigée par Guglielmo Zorzi en 1936-37 puis par Alberto Colantuoni), il dirige principalement des troupes de prose spécialisées dans les comédies du répertoire goldonien, pour lesquelles il s'avère être à sa place.
Il a également joué dans des pièces de William Shakespeare, Friedrich von Schiller, Giacinto Gallina, Ruzzante, Gino Rocca et Renato Simoni.
Dans les années 1960, il est apprécié dans les éditions télévisées de certaines des pièces de Goldoni les plus célèbres en termes de personnages et d'atmosphère. Il meurt à Catane, où il avait été appelé comme metteur en scène d'une comédie théâtrale de Vénétie, à l'âge de soixante-quatorze ans, le 22 janvier 1971.
Sa dépouille repose au cimetière de Venise, sur l'île San Michele, aux côtés d'autres acteurs du théâtre dialectal de Vénétie.

## Filmographie partielle

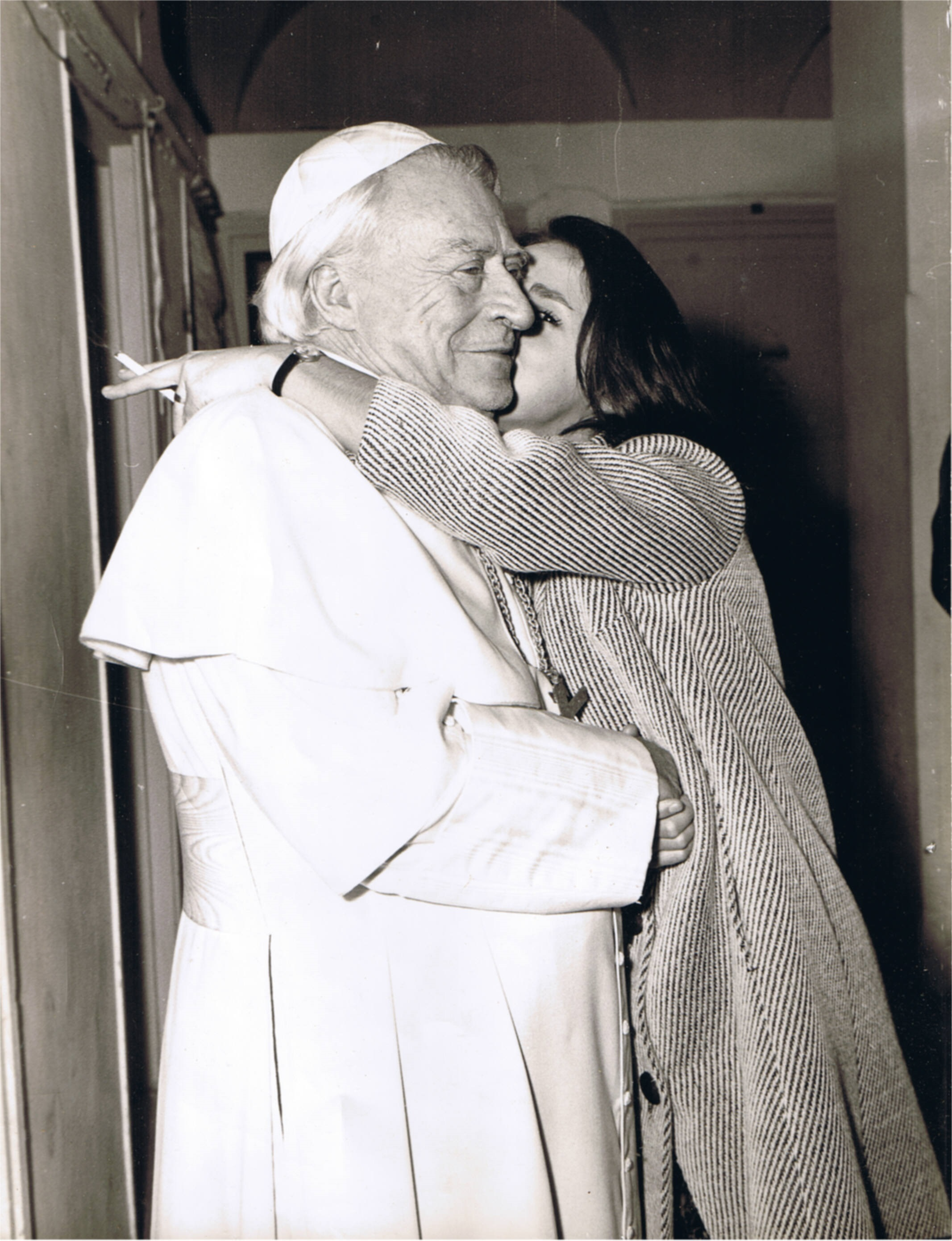
Cesco Baseggio avec Gianna Raffaelli dans les coulisses de la pièce Papa Sarto.

- 1935 : Grimpeurs du diable (it) (Le scarpe al sole) de Marco Elter
- 1936 : Bertoldo, Bertoldino e Cacasenno (it) de Giorgio Simonelli
- 1937 : Le Corsaire noir (Il corsaro nero) d'Amleto Palermi
- 1937 : Nina, non far la stupida (it) de Nunzio Malasomma
- 1938 : Le Roman d'un génie (Giuseppe Verdi) de Carmine Gallone
- 1939 : La vedova (it) de Goffredo Alessandrini
- 1939 : Le Carnaval de Venise (it) (Il carnevale di Venezia) de Giacomo Gentilomo et Giuseppe Adami
- 1939 : Mariages dans la confusion (it) (Scandalo per bene) d'Esodo Pratelli
- 1940 : Mare (it) de Mario Baffico
- 1940 : Piccolo alpino (it) d'Oreste Biancoli
- 1940 : Il sogno di tutti (it) d'Oreste Biancoli et László Kiss
- 1941 : Pia de' Tolomei (it) d'Esodo Pratelli
- 1941 : L'orizzonte dipinto (it) de Guido Salvini
- 1941 : La famiglia Brambilla in vacanza (it) de Carl Boese
- 1942 : I sette peccati de László Kiss
- 1942 : La signorina de László Kiss
- 1942 : Notte di fiamma de László Kiss
- 1942 : L'angelo del crepuscolo (it) de Gianni Pons (it)
- 1943 : Finalmente sì de László Kiss
- 1943 : Dagli Appennini alle Ande (it) de Flavio Calzavara
- 1943 : Quelli della montagna d'Aldo Vergano
- 1943 : Dente per dente (it) de Marco Elter
- 1945 : Trent'anni di servizio (it) de Mario Baffico
- 1949 : Il vedovo allegro de Mario Mattoli
- 1950 : Cœurs sans frontières (Cuori senza frontiere) de Luigi Zampa
- 1951 : Les nôtres arrivent (Arrivano i nostri) de Mario Mattoli
- 1953 : J'ai choisi l'amour (Ho scelto l'amore) de Mario Zampi
- 1955 : Le Barbier de Séville (Figaro, il barbiere di Siviglia) de Camillo Mastrocinque
- 1956 : L'Intruse (L'intrusa) de Raffaello Matarazzo
- 1957 : Kean de Vittorio Gassman et Francesco Rosi